# 納西姆·尼可拉斯·塔雷伯
納西姆·尼可拉斯·塔雷伯（阿拉伯語：نسيم نيقولا نجيب طالب，1960年9月12日—），黎巴嫩裔美國人。知名思想家，金融業人士，數理統計學家、前期權交易員、風險工程學教授、哲學隨筆作家，以《黑天鵝效應》一書聞名於世。諾貝爾經濟學獎得主丹尼尔·卡内曼稱其「改變了世界對於『不確定性』的想法」。

塔雷伯的主要研究興趣在於「隨機性」、「不確定性」、「稀有事件」（黑天鵝事件）等問題。著有《不確定性》（Incerto），這是一部關於不確定性的五卷哲學隨筆，於2001年至2018年間出版（尤其是《黑天鵝效應》和《反脆弱》）。自2014年9月以來，他一直擔任學術期刊《風險與決策分析》（Risk and Decision Analysis）的聯合主編。他還曾是數學金融從業者、對沖基金經理和衍生品交易員，目前被列為 Universa Investments 的科學顧問。成名作《隨機騙局》被《財星》雜誌選為「有史以來最聰明的書」（Smartest Books of All Time），而《黑天鵝效應》更是長踞紐約時報暢銷書榜31週，且被《星期日泰晤士報》選為「二戰後12本最具影響力的書」。

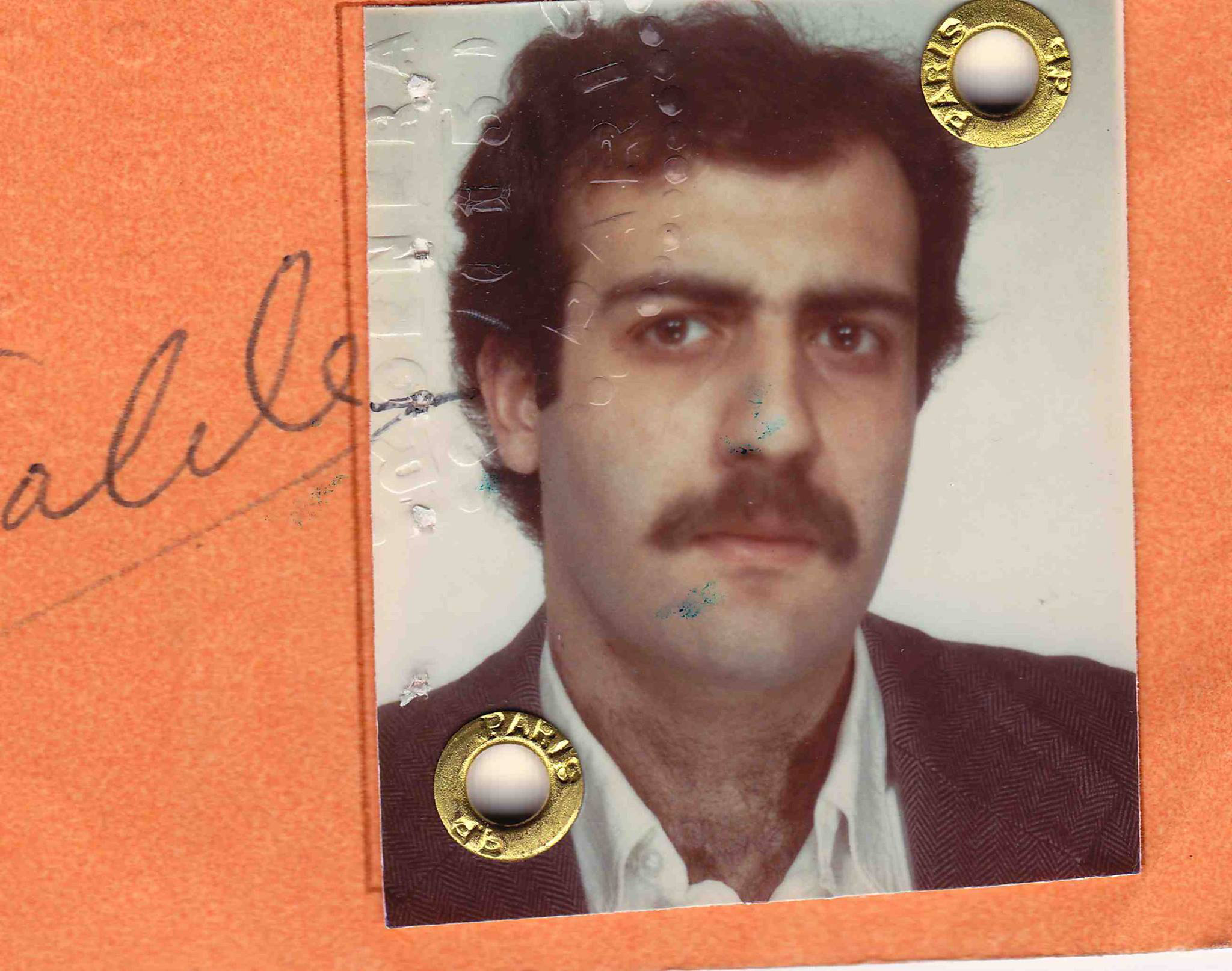
学生时期的塔勒布

## 黑天鵝效應
塔雷伯將極為罕見或發生機會極低但衝擊極大的事件稱為黑天鵝事件。塔雷伯認為尽管黑天鵝事件發生機會極低，但不意味可以將之視為不會發生。

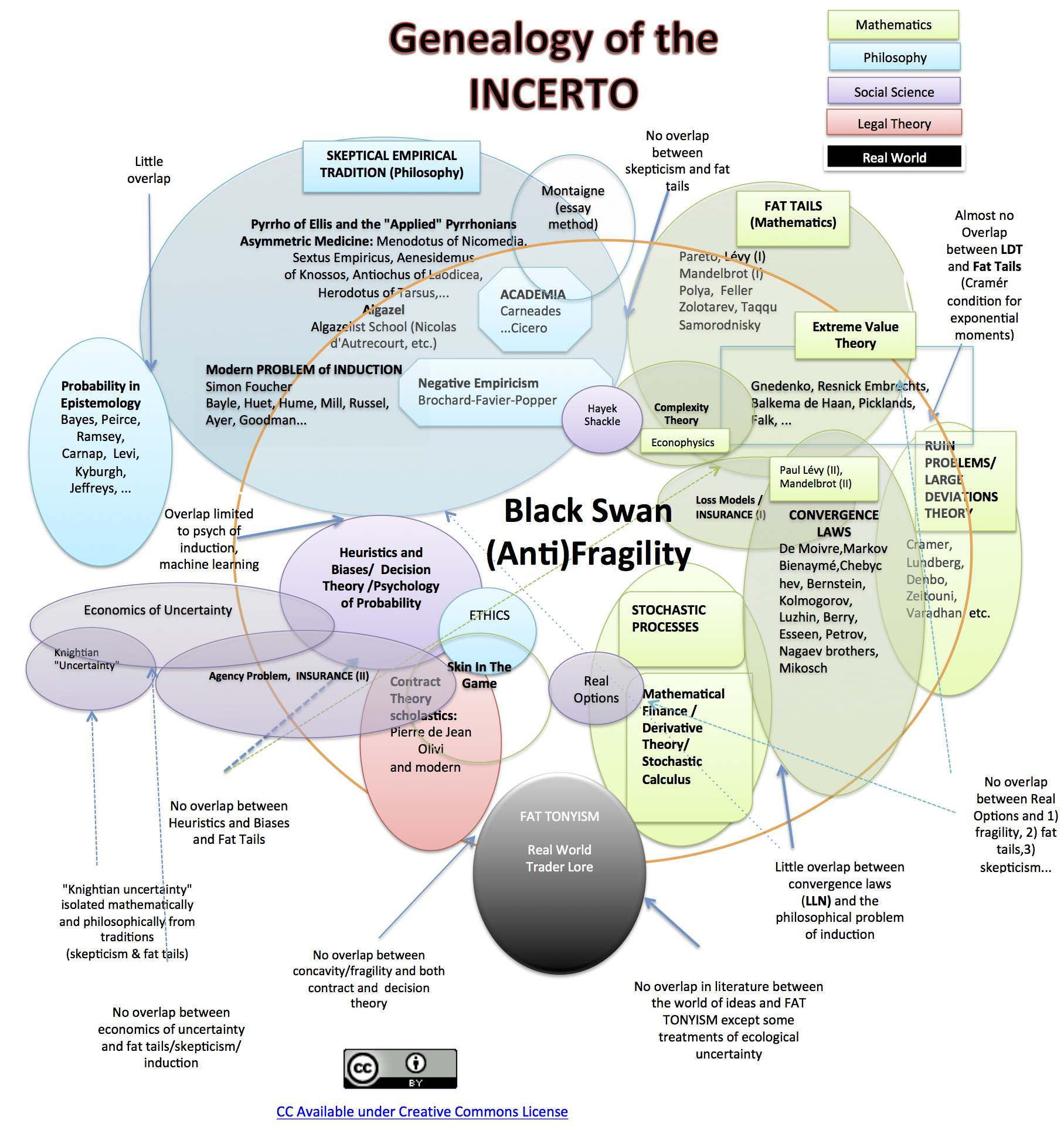
塔勒布研究主题的谱系图

## 林迪效應
塔雷伯的林迪效應，是指具備不易損特性的事物或技術，會因存在時間越長，而使存在的預期壽命變得更長。

## 腳註
1. ↑  Kahneman, Daniel. . Foreign Policy. （原始内容存档于2009-03-29）.
2. ↑  Appleyard, Bryan. .   [2022-04-12]. ISSN 0140-0460. （原始内容存档于2018-11-16） （英语）.
3. ↑  納西姆．尼可拉斯．塔雷伯. . 譯者： 羅耀宗. 大塊. 2013. ISBN 9789862134467.

## 外部連結
- Nassim Taleb's home page （页面存档备份，存于）
- 納西姆·尼可拉斯·塔雷伯在互联网电影资料库（IMDb）上的資料（英文）
- 由Google学术搜索索引的納西姆·尼可拉斯·塔雷伯出版物
- C-SPAN內的頁面（英文）
- 納西姆·尼可拉斯·塔雷伯的X（前Twitter）